# Eilema castanea
Eilema castanea är en fjärilsart som beskrevs av De Toulgoët 1954. Eilema castanea ingår i släktet Eilema och familjen björnspinnare. Inga underarter finns listade i Catalogue of Life.